# Ichneumon foxleei
Ichneumon foxleei là một loài tò vò trong họ Ichneumonidae.